# Protokół wzorcowania
Protokół wzorcowania – wewnętrzny dokument laboratorium pomiarowego, tworzony w trakcie wzorcowania, zawierający zapisy dotyczące konkretnego wzorcowania przyrządu pomiarowego (wzorca pomiarowego lub próbki) i umożliwiający jego ewentualne powtórzenie w tych samych warunkach pomiarowych, przy tych samych nastawach i w identycznych punktach pomiarowych.
Protokół wzorcowania jest jednym z elementów systemu jakości, który jest zwykle wdrożony w danym laboratorium i zapewnia odtwarzalność wydarzeń, procedur i przebiegów związanych z danym wzorcowaniem.
Na podstawie protokołu wzorcowania powstaje świadectwo wzorcowania, które jest wyciągiem informacji istotnych z punktu widzenia klienta zlecającego wzorcowanie.